# Tajo (semanario)
Tajo fue un semanario español, de carácter cultural, editado en Madrid entre 1940 y 1944.

## Historia
Editada por la Editorial Cisneros, su primer número salió a la calle el 1 de junio de 1940.
Tenía una publicación semanal y contaba con 16 páginas en blanco y negro. Desde sus inicios la revista trató un gran abanico de temas, y de hecho a partir del segundo número incorporó el subtítulo «Política, Letras, Arte, Economía, Deporte, Humor».
Aunque Tajo constituía el primer intento del régimen por lanzar una revista cultural dirigida al gran público en general, en la práctica estuvo enfocada hacia un público selecto. A partir del número 2 contó una sección denominada «La Ametralladora», que continuaba el espíritu de la revista homónima y que seguiría publicándose hasta 1941.
Tras sus primeros números se comprobó que semanario Tajo no tuvo el éxito esperado, y hacia 1943-1944 su tirada era sólo de 10.000 ejemplares. Dejó de editarse en 1944.
La dirección recayó primero en Alfredo Marqueríe, pasando posteriormente a José María Sánchez-Silva. Entre sus colaboradores estuvieron José María Alfaro, Dionisio Ridruejo, Eugenio Montes, Antonio Tovar, Rafael Sánchez Mazas, Jacinto Miquelarena, Víctor de la Serna, Xavier de Echarri, Manuel Aznar, Gerardo Diego, Pedro Laín Entralgo, Eugenio D'Ors, Federico Sopeña, Miguel Mihura, Pedro Álvarez Gómez, Eugenio Suárez Gómez, etc.